# Nik Henigman
Nik Heningman (født 4. december 1995 i Ljubljana, Slovenien) er en slovensk håndboldspiller som spiller for SC Pick Szeged og Sloveniens herrehåndboldlandshold.
Han deltog under EM i håndbold 2020 i Sverige/Østrig/Norge.